# 1の冪根
1の冪根（いちのべきこん、英: root of unity）または1の累乗根（いちのるいじょうこん）とは、数学において冪乗して 1 になる（冪単である）数のことである。すなわち、ある自然数 n が存在して
zn = 1
となる z のことである。通常は複素数の範囲で考えるが、場合によっては p進数のような他の数の体系内で考える場合もある。以下では主として複素数の場合について述べる。
1 の n乗根の内、m (< n) 乗しても決して 1 にならず、n乗して初めて 1 になるものは原始的 (primitive) であるという。全ての自然数 n に対する 1 の原始n乗根を総称し、1 の原始冪根（いちのげんしべきこん）、または1 の原始累乗根（いちのげんしるいじょうこん）という。

## 1の原始冪根
複素数の範囲では、1 の原始n乗根は n ≥ 3 のとき2つ以上存在する。ド・モアブルの定理より、
{\displaystyle \zeta _{n}=\cos {\frac {2\pi }{n}}+i\sin {\frac {2\pi }{n}}}
は 1 の原始n乗根の一つであることが分かる。この時、ζn の共役複素数 ζn も 1 の原始n乗根である。n と互いに素な自然数 m に対して ξnm は 1 の原始n乗根であり、逆に 1 の原始n乗根はこの形に表せる。すなわち、1 の原始n乗根は、オイラーのφ関数を用いて、φ(n) 個だけ存在する。
方程式 xn = 1 を考える。この方程式の解は、ド・モアブルの定理より、
{\displaystyle x=\cos {\frac {2\pi k}{n}}+i\sin {\frac {2\pi k}{n}}\quad (k=1,2,\cdots ,n)}
であるが、1 の原始n乗根 ξn を一つ選べば、
{\displaystyle x={\xi _{n}}^{k}\quad (k=1,2,\cdots ,n)}
と書くことができる。
また上記のように根を三角関数で表すことは容易であるが、それが根号を用いて表示できること、つまり方程式が代数的にも可解であることはガウスにより証明された。

### 1の原始冪根の例
以下、i は虚数単位である。
- {\displaystyle \xi _{2}=-1}
- {\displaystyle \xi _{3}={\frac {-1\pm {\sqrt {3}}\,i}{2}}}（しばしば ω と書かれる）
- {\displaystyle \xi _{4}=\pm i}
- {\displaystyle \xi _{5}={\frac {-1+{\sqrt {5}}\pm i{\sqrt {10+2{\sqrt {5}}}}}{4}},{\frac {-1-{\sqrt {5}}\pm i{\sqrt {10-2{\sqrt {5}}}}}{4}}}
- {\displaystyle \xi _{6}={\frac {1\pm {\sqrt {3}}\,i}{2}}}
- {\displaystyle \xi _{8}={\frac {{\sqrt {2}}\pm {\sqrt {2}}\,i}{2}},{\frac {-{\sqrt {2}}\pm {\sqrt {2}}\,i}{2}}}

## 性質
- 1 の冪根は全て、複素数平面における単位円周上にある。また概要で述べたことより、1 の n乗根の全体は、位数 n の巡回群である。これは円周群の正規部分群である。
- 複素係数の方程式 xn − a = 0（a は複素数）の解は、a の n乗根を任意に一つ選んで n√a と表せば、
x = n√a ζk (k = 0, 1, …, n − 1)

となる。
- 1 の n乗根は、複素数平面では、単位円に内接する正n角形の頂点である。この正n角形の重心は原点 0 であるから、1 の原始n乗根の一つを ξn とすると、次の等式が成り立つ：

{\displaystyle \textstyle \sum \limits _{k=0}^{n-1}{\xi _{n}}^{k}=1+\xi _{n}+{\xi _{n}}^{2}+\cdots +{\xi _{n}}^{n-2}+{\xi _{n}}^{n-1}=0}